# Vitača Kotromanić
Vitača Kotromanić poznata kao samo Vitača, (oko 1380 — nakon 1420) bosanska je kraljica, koja je bila prva od tri supruge kralja Stefana Ostoje.

## Biografija
Vitača je rođena oko 1380. godine u kmetskoj porodici, koja je služila tada princu Stefanu Ostoji. Ostoja se kao 15. godišnjak zaljubio u Vitaču i oženio je. U trenutku udaje Vitača je imala manje od 15. godina.
Vitača se udala za vanbračnog sina kralja Tvrtka I još prije njegovog izbora za kralja. Nije poznato jesu li imali djece, ako jesu, ona se ne spominju.
Godine 1398. Vitačin suprug je bio izabran za kralja, što je nju učinilo kraljicom. Međutim, zbog činjenice da nije bila u srodstvu s plemstvom i stoga nije bila korisna za stvaranje alijansi s moćnim plemićima, brak s Vitačom nije bio od koristi Ostoji. Ostavio ju je 1938 i oženio se Kujavom, rođakom kneza Pavla Radenovića. U dubrovačkim dokumentima poslednji put se spominje u oktobru 1399 kao bivša supruga bosanskog kralja. Nedugo nakon razvoda od Vitače, Ostoja ženi Kujavu Radenović, koja će šesnaest godina poslije doživjeti istu sudbinu.
Vitača je umrla nakon 1420. godine.